# Валинский, Олег Сергеевич
Олег Сергеевич Валинский (род. 21 октября 1961, Ленинград) — ректор Петербургского государственного университета путей сообщения (июль 2023). Заместитель генерального директора – начальник Дирекции тяги ОАО РЖД (2016—2023). Кандидат технических наук (2023). 
В молодости О. Валинский был известен также как советский рок-музыкант, друг и коллега Виктора Цоя.

## Биография
Родился в 1961 году в Ленинграде.

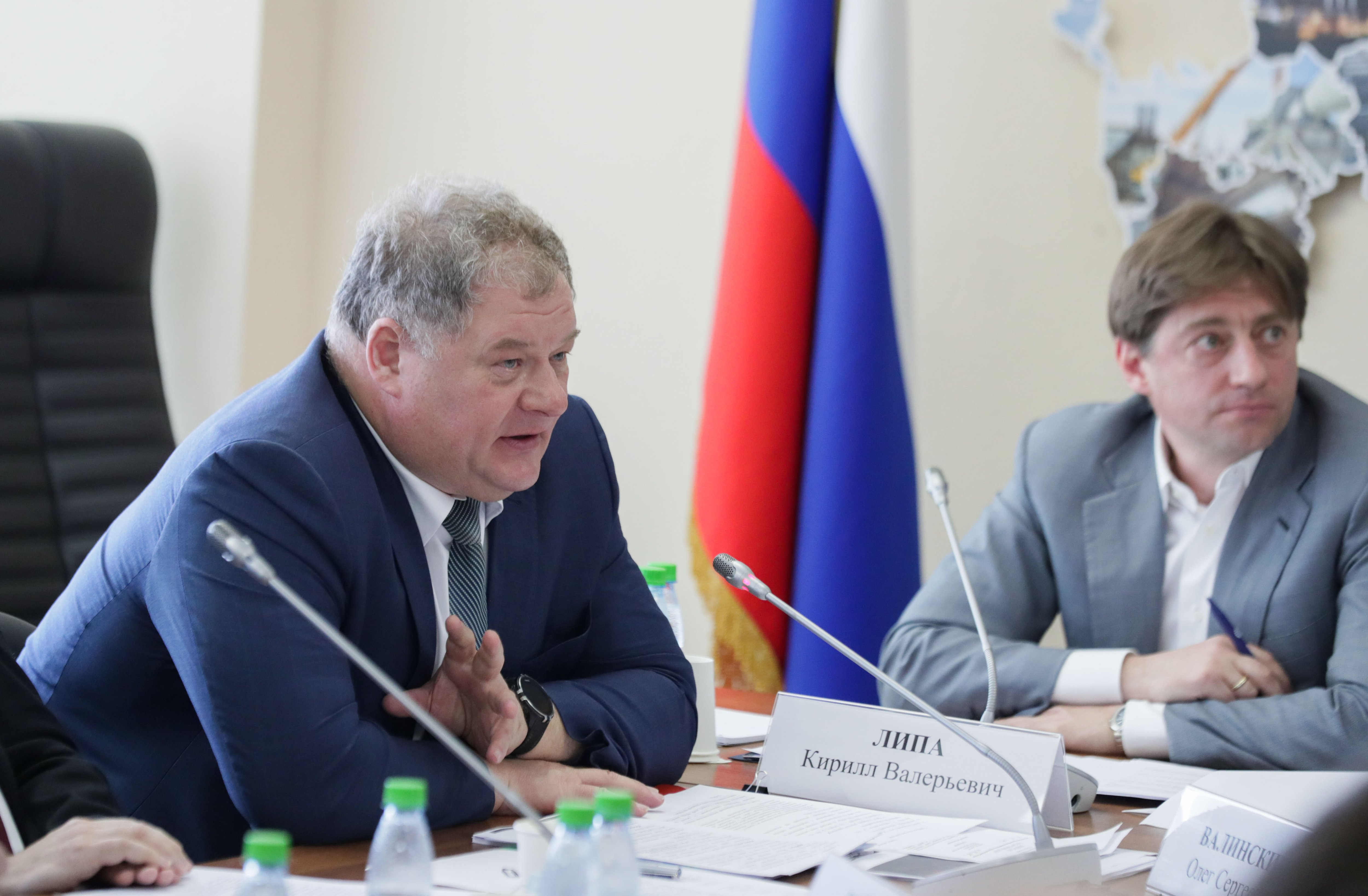
Вице-президент ОАО РЖД Олег Валинский, 2021 год

Во время учёбы в школе играл в школьных ансамблях, в частности, с Алексеем Рыбиным. Некоторое время выступал в группе «Пилигрим», в качестве барабанщика помогал группе «Автоматические удовлетворители». В 1981 году А. Рыбин познакомил О. Валинского с Виктором Цоем. Летом во время отдыха в Крыму они втроём решили создать группу «Гарин и Гиперболоиды». После возвращения в Ленинград начались репетиции, О. Валинский играл на барабанах. Осенью 1981 года был призван в армию, служил на Кубе. Весной 1982 года группа «Гарин и гиперболоиды» была переименована в «Кино».
В 1986 году окончил Ленинградский техникум железнодорожного транспорта по специальности «Эксплуатация железных дорог».
Трудовую деятельность начал в 1980 году учеником приёмщика поездов станции «Ленинград-сортировочный-Московский» Октябрьской железной дороги. После службы в армии работал приёмосдатчиком груза и багажа, начальником грузового района, заместителем начальника станции «Ленинград-Сортировочный-Московский», заместителем начальника ОЖД. 
В 1997 году окончил Петербургский государственный университет путей сообщения по специальности «Организация перевозок и управление на транспорте».
В августе 2008 года назначен первым заместителем начальника Октябрьской железной дороги. 20 октября 2014 года назначен на должность начальника Октябрьской железной дороги. 21 января 2016 года назначен вице-президентом ОАО «РЖД» — начальником Дирекции тяги.
Преподавал на кафедре «Электрическая тяга» ПГУПС.
В июле 2023 года назначен на должность ректора Петербургского государственного университета путей сообщения.
В художественном фильме о Викторе Цое и Майке Науменко «Лето» (2018) роль О. Валинского сыграл актёр Евгений Серзин.

## Награды
- Юбилейная медаль «300-летие Санкт-Петербурга» (2003)[5];
- Знак «Почётный железнодорожник Октябрьской железной Дороги» (2004)[5];
- Почетное звание «Наставник ОАО «РЖД» (2023).